# Stampasjön
Stampasjön är en sjö i Lessebo kommun i Småland och ingår i Lyckebyåns huvudavrinningsområde. Sjön har en area på 0,202 kvadratkilometer och ligger 201 meter över havet. Sjön avvattnas av vattendraget Lyckebyån. Vid provfiske har abborre, gädda, mört och sutare fångats i sjön.

## Delavrinningsområde
Stampasjön ingår i det delavrinningsområde (630037-147732) som SMHI kallar för Inloppet i Transjön. Medelhöjden är 218 meter över havet och ytan är 30,67 kvadratkilometer. Räknas de 6 avrinningsområdena uppströms in blir den ackumulerade arean 63 kvadratkilometer. Avrinningsområdets utflöde Lyckebyån mynnar i havet. Avrinningsområdet består mestadels av skog (79 %). Avrinningsområdet har 1,19 kvadratkilometer vattenytor vilket ger det en sjöprocent på 2,8 %. Bebyggelsen i området täcker en yta av 1,5 kvadratkilometer eller 4 % av avrinningsområdet.